# Вишнівка (Кропивницький район)
Вишні́вка —  село в Україні, у Компаніївській селищній громаді Кропивницького району (до 17 липня 2020 року — у складі ліквідованого Компаніївського району) Кіровоградської області. Населення становить 115 осіб. До 2020 орган місцевого самоврядування — Першотравенська сільська рада.

## Населення
Згідно з переписом УРСР 1989 року чисельність наявного населення села становила 132 особи, з яких 53 чоловіки та 79 жінок.
За переписом населення України 2001 року в селі мешкало 115 осіб.

### Мова
Розподіл населення за рідною мовою за даними перепису 2001 року:
| Мова       | Відсоток |
| ---------- | -------- |
| українська | 96,52 %  |
| російська  | 2,61 %   |
| інші       | 0,87 %   |